# Invariant de courbure (relativité générale)
En relativité générale, les invariants de courbure sont un ensemble de scalaires formé à partir des tenseurs de Riemann, Weyl et Ricci. Cet ensemble représente la courbure, et éventuellement les opérations telles que les contractions, les dérivées covariantes et la dualisation de Hodge.
Certains invariants formés à partir de ces tenseurs de courbure jouent un rôle important dans la classification des espaces-temps. Les invariants sont en réalité moins puissants pour distinguer localement les variétés lorentziennes non-isométriques que pour distinguer les variétés riemanniennes. Cela signifie qu'ils sont plus limités dans leurs applications que pour les variétés dotées d'un tenseur métrique positif défini.

## Histoire
En 1902, Charles Nelson Haskins (1874-1942) montre que 14 invariants de courbure, tous construits à partir du tenseur de courbure de Riemann et du tenseur métrique, et indépendants les uns des autres, permettent de caractériser la courbure d'une variété,,. En 1956, Jules Geheniau (1909-1991) et Robert Debever (1915-1998) présentent un tel ensemble d'invariants de courbure,,,,,. En 1949, V. V. Narlikar (en) (1908-1991) et K. R. Karmarkar présentent à leur tour un tel ensemble,,. Par la suite, plusieurs auteurs construisent divers ensembles d'invariants. En 1991, John Carminati et Raymond G. McLenaghan (en) montrent que le nombre de 14 invariants indépendants, antérieurement suggéré, ne suffit pas à caractériser la courbure d'un espace-temps dans le cas d'un fluide parfait,,. Ils construisent un ensemble de 16 invariants indépendants. En 1997, E. Zakhary et C. G. B. McIntosh construisent le premier ensemble complet d'invariants indépendants pour toutes les métriques possibles,,.

## Utilisation
Les invariants de courbure sont notamment utilisés dans le cadre de l'étude des singularités de courbure. Ils servent également à la classification des tenseurs de courbure : par exemple, Corrado Segre les a utilisés pour établir sa classification du tenseur de Ricci sans trace (en) ; et, autre exemple, Alekseï Z. Petrov (en), pour établir sa classification du tenseur de Weyl (en). Ils sont, en outre, utilisés dans le cadre de l'étude du problème de l'équivalence métrique, c'est-à-dire de la question de savoir si deux métriques d'espace-temps sont ou non équivalentes.

## Principaux invariants
En relativité générale, le scalaire de Ricci,, est l'invariant de courbure,,, présent dans le tenseur de courbure d'Einstein. Il est défini comme la trace du tenseur de courbure de Ricci,,. Il est « le plus simple » des invariants — non triviaux — de courbure,,. Il est l'unique invariant de courbure, construit à partir du tenseur de courbure de Riemann et du tenseur métrique, qui : 1) est linéaire dans les dérivées secondes du tenseur métrique ; 2) ne contient pas de dérivées d'ordre supérieur du tenseur métrique ; et 3) s'annule dans un espace-temps plat,. Il n'est constant que lorsque l'espace-temps est à symétrie maximale,,.
Les principaux invariants des tenseurs de Riemann et de Weyl d'une variété lorentzienne à quatre dimensions sont certains invariants polynomiaux quadratiques.
Les principaux invariants du tenseur de Riemann sont au nombre de trois,,,,. Il sont notés {\displaystyle K_{i}\;(i=1,2,3)}. Ils sont désignés,,,, et définis,, comme suit :
- Le scalaire de Kretschmann : {\displaystyle K_{1}=R_{abcd}R^{abcd}},
- Le scalaire de Chern-Pontryagin : {\displaystyle K_{2}={^{*}R_{abcd}}R^{abcd}},
- Le scalaire d'Euler : {\displaystyle K_{3}={^{*}R_{abcd}^{*}}R^{abcd}}.

Ce sont des invariants polynomiaux quadratiques (somme des carrés des composants). Quelques auteurs définissent le scalaire de Chern-Pontryagin en utilisant le duale droit plutôt que le duale gauche.
L'éponyme du scalaire de Kretschmann est le physicien théoricien allemand Erich Kretschmann (en) (1887-1973) qui l'a introduit en 1915,,. Les deux autres noms sont quelque peu anachroniques, mais depuis que les intégrales des deux derniers sont liées au nombre d'instanton pour l'un et au caractéristique d'Euler pour l'autre, on peut les comprendre.
Les principaux invariants du tenseur de Weyl sont au nombre de deux,,. Ils sont notés {\displaystyle I_{i}\;(i=1,2)}. Ils sont définis comme suit, :
- {\displaystyle I_{1}=C_{abcd}C^{abcd}},
- {\displaystyle I_{2}={^{*}C_{abcd}}C^{abcd}}.

(Parce que {\displaystyle {^{*}C^{*}}_{abcd}=-C_{abcd}}, il n'est pas nécessaire de définir un troisième invariant principal pour le tenseur de Weyl.)

## Relation avec la décomposition de Ricci
Il existe une relation entre la décomposition de Ricci et les invariants de courbures. Si on applique cette décomposition au tenseur de Riemann pour donner un tenseur de Weyl ainsi qu'une somme de tenseurs du quatrième rang, qui sont par ailleurs construits à partir du tenseur du second rang de Ricci et du scalaire de Ricci., on observe que ces deux ensembles d'invariants sont liés (en dimension 4).
{\displaystyle K_{1}=I_{1}+R_{ab}R^{ab}-{1 \over 3}R^{2}}
{\displaystyle K_{3}=-I_{1}+R_{ab}R^{ab}-{2 \over 3}R^{2}}

## Relation avec la décomposition de Bel
En quatre dimensions, la décomposition de Bel du tenseur de Riemann par rapport à un champ vectoriel de temps {\displaystyle {\vec {X}}}, pas nécessairement en géodésique ou en hypersurface orthogonal, se compose de trois parties :
1. Le tenseur de la gravité électronique {\displaystyle E[{\vec {X}}]_{ab}=R_{ambn}X^{m}X^{n}}
2. Le tenseur de la gravité magnétique {\displaystyle B[{\vec {X}}]_{ab}={^{*}R_{ambn}}X^{m}X^{n}}
3. Le tenseur de la gravité topologique {\displaystyle L[{\vec {X}}]_{ab}={^{*}R_{ambn}}X^{m}X^{n}}

À cause du fait qu'ils soient tous transversaux, ils peuvent être représentés comme des opérateurs linéaires de vecteurs en trois dimensions, ou comme des matrices réelles 3x3. Ils sont respectivement symétriques, sans trace, et symétriques (6,8,6 composants linéaires indépendants, pour un total de 20). Si nous nommons ces opérateurs respectivement E,B, et L, les principaux invariants de Riemann sont obtenus comme suit :
- {\displaystyle K_{1}/4} est la trace de E² + L² - 2 B B{\displaystyle ^{T}},
- {\displaystyle -K_{2}/8} est la trace de B ( E - L ),
- {\displaystyle K_{3}/8} est la trace de E L - B².

## Expression dans le formalisme de Newman-Penrose
En termes de scalaires de Weyl dans le formalisme de Newman-Penrose, les principaux invariants du tenseur de Weyl peuvent être obtenus en prenant les parties réelles et imaginaires de l'expression
{\displaystyle I_{1}-iI_{2}=16} {\displaystyle (3\Psi _{2}^{2}+\Psi _{0}\Psi _{4}-4\Psi _{1}\Psi _{3})}
Le principal invariant quadratique du tenseur de Ricci, {\displaystyle R_{ab}R^{ab}}, peut être obtenu avec une expression plus compliquée impliquant les scalaires de Ricci.

#### Dictionnaires et encyclopédies
- [Lamine 2023] Brahim Lamine, « Relativité générale », dans Natalie Webb (dir.), Gravitation, Londres, ISTE, coll. « Encyclopédie / sciences / Univers / cosmologie et relativité générale », mars 2023, 1re éd., VIII-352 p., 16 × 23,4 cm (ISBN 978-1-78948-120-4, EAN 9781789481204, OCLC 1377288035, BNF 47234398, SUDOC 269367470, présentation en ligne, lire en ligne), chap. 1er, p. 1-107.
- [Matzner 2001] (en) Richard A. Matzner, Dictionary of geophysics, astrophysics, and astronomy, Boca Raton, CRC, coll. « Comprehensive dictionary of physics », mai 2001 (réimpr. juin 2020), 1re éd., 526 p., 17,8 × 25,4 cm (ISBN 978-0-8493-2891-6 et 978-0-3674-5527-9, EAN 9780849328916, OCLC 1220880099, BNF 41362362, DOI 10.1201/9781420050233, S2CID 118397876, SUDOC 059267828, présentation en ligne, lire en ligne  [PDF]).

#### Manuels d'enseignement supérieurs
- [Aubert 2019] Dominique Aubert, Cosmologie physique, Paris, Ellipses, coll. « Références / sciences », mars 2019, 1re éd., XII-249 p., 19 × 24 cm (ISBN 978-2-340-02871-5, EAN 9782340028715, OCLC 1090538413, BNF 45696107, SUDOC 234782897, présentation en ligne, lire en ligne).
- [Barrau et Grain 2023] Aurélien Barrau et Julien Grain, Relativité générale : cours et exercices corrigés, Malakoff, Dunod, coll. « Sciences sup / physique », août 2023, 3e éd. (1re éd. août 2011), V-248 p., 17 × 24 cm (ISBN 978-2-10-084799-0, EAN 9782100847990, OCLC 1395956819, BNF 47313122, SUDOC 271703571, présentation en ligne, lire en ligne).
- [Chaichian et al. 2016] (en) Masud Chaichian, Ioan Merches, Daniel Radu et Anca Tureanu, Electrodynamics : an intensive course, Berlin et Heidelberg, Springer, hors coll., novembre 2016, 1re éd., XVII-669 p., 15,6 × 23,4 cm (ISBN 978-3-642-17380-6 et 978-3-662-56853-8, EAN 9783642173806, OCLC 962018431, DOI 10.1007/978-3-642-17381-3, S2CID 125601428, SUDOC 196320240, présentation en ligne, lire en ligne).
- [Hobson, Efstathiou et Lasenby 2009] Michael Hobson, George Efstathiou et Anthony Lasenby (trad. de l'anglais américain par Loïc Villain, rév. Richard Taillet), Relativité générale [« General relativity : an introduction for physicists »], Bruxelles et Paris, De Boeck, coll. « Université », décembre 2009, 1re éd., XX-554 p., 21,5 × 27,5 cm (ISBN 978-2-8041-0126-8, EAN 9782804101268, OCLC 690272413, BNF 42142174, SUDOC 140535705, présentation en ligne, lire en ligne).
- [McGlinn 2003] (en) William D. McGlinn, Introduction to relativity, Baltimore et Londres, JHUP, hors coll., avril 2003, 1re éd., XIII-205 p., 15,2 × 22,9 cm (ISBN 0-8018-7047-X et 0-8018-7053-4, EAN 9780801870477, OCLC 470153854, BNF 39133837, S2CID 118781075, SUDOC 076916480, présentation en ligne, lire en ligne).
- [Peter et Uzan 2012] Patrick Peter et Jean-Philippe Uzan (préf. Thibault Damour), Cosmologie primordiale, Paris, Belin, coll. « Échelles », février 2012, 2e éd. (1re éd. mai 2005), 816 p., 17 × 24 cm (ISBN 978-2-7011-6244-7, EAN 9782701162447, OCLC 793482816, BNF 42616501, SUDOC 158540697, présentation en ligne, lire en ligne).
- [Rahaman 2021] (en) Farook Rahaman, The general theory of relativity : a mathematical approach, Cambridge, CUP, hors coll., septembre 2021, 1re éd., XXII-404 p., 18,7 × 24,7 cm (ISBN 978-1-108-83799-6, EAN 9781108837996, OCLC 1365637524, DOI 10.1017/9781108837996, Bibcode 2021gtrm.book.....R, SUDOC 267319665, présentation en ligne, lire en ligne).
- [Steane 2021] (en) Andrew M. Steane, Relativity made relatively easy : a course for physics undergraduates, t. II : General gelativity and cosmology, Oxford, OUP, hors coll., novembre 2021, 1re éd., XIV-494 p., 18,8 × 24,6 cm (ISBN 978-0-19-289564-6 et 978-0-19-289354-3, EAN 9780192895646, OCLC 1263809499, DOI 10.1093/oso/9780192895646.001.0001, Bibcode 2021rmre.book.....S, S2CID 245395442, SUDOC 255661223, présentation en ligne, lire en ligne).

#### Ouvrages fondamentaux
- [Misner, Thorne et Wheeler 1973] (en) Charles W. Misner, Kip S. Thorne et John A. Wheeler, Gravitation, San Francisco, W. H. Freeman, hors coll., septembre 1973 (réimpr. octobre 2017), 1re éd., XXVI-1279 p., 20,1 × 25,4 cm (ISBN 978-0-7167-0344-0, 978-0-7167-0334-1 et 978-0-691-17779-3, EAN 9780716703440, OCLC 300307879, BNF 37391055, Bibcode 1973grav.book.....M, S2CID 117104242, SUDOC 004830148, présentation en ligne, lire en ligne  [PDF]).

#### Études
- [Cardoso et al. 2023] (en) Vitor Cardoso, David Hilditch, Krinio Marouda, José Natário et Ulrich Sperhake, « Curvature and dynamical spacetimes : can we peer into the quantum regime ? », Class. Quantum Gravity, vol. 40, no 6,‎ mars 2023, article no 065008 (OCLC 9778272562, DOI 10.1088/1361-6382/acb9cd, Bibcode 2023CQGra..40f5008C, arXiv 2209.12589, S2CID 252531375, résumé, lire en ligne  [PDF]).
- [Cherubini et al. 2002] (en) Christian Cherubini, Donato Bini, Salvatore Capozziello et Remo Ruffini, « Second order scalar invariants of the Riemann tensor : applications to black hole spacetimes », Int. J. Mod. Phys. A, vol. 11, no 6,‎ juillet 2002, p. 827-841 (OCLC 4640260671, DOI 10.1142/S0218271802002037, Bibcode 2002IJMPD..11..827C, arXiv gr-qc/0302095, S2CID 14587539, résumé).
- [Chung, Hyun et Yang 2023] (en) Youngjoo Chung, Chi-Ok Hwang et Hyun Seok Yang, « Algebraic properties of Riemannian manifolds », Gen. Relativ. Gravit., vol. 55, no 8,‎ août 2023, article no 92 (OCLC 9965565132, DOI 10.1007/s10714-023-03141-4, Bibcode 2023GReGr..55...92C, arXiv 2206.08108, S2CID 249712171, résumé).
- [deLyra, Orseilli et Carneiro 2023] (en) Jorge L. deLyra, Rodrigo de A. Orselli et Carlos E. I. Carneiro, « Exact solution of the Einstein field equations for a spherical shell of fluid matter », Gen. Relativ. Gravit., vol. 55, no 5,‎ mai 2023, article no 68 (OCLC 9878236477, DOI 10.1007/s10714-023-03116-5, Bibcode 2023GReGr..55...68D, arXiv 2101.02012, S2CID 230770067, résumé, lire en ligne  [PDF]).
- [Shoom 2015] (en) Andrey A. Shoom, « Geometric properties of stationary and axisymmetric killing horizons », Phys. Rev. D, vol. 91, no 2,‎ janvier 2015, article no 024019 (OCLC 5722279845, DOI 10.1103/PhysRevD.91.024019, Bibcode 2015PhRvD..91b4019S, arXiv 1410.8031, S2CID 118838823, résumé).
- [Singh et Nandy 2025] (en) Harpreet Singh N. et Malay K. Nandy, « Probing the quantum nature of curvature in the deep quantum regime of a black hole », Phys. Lett. B, vol. 866,‎ juillet 2025, article no 139567 (OCLC 10861367421, DOI 10.1016/j.physletb.2025.139567, Bibcode 2025PhLB..86639567S, S2CID 278540266, résumé, lire en ligne  [PDF]).

#### Publications historiques
- [Carminati et McLenaghan 1991] (en) John Carminati et Raymond G. McLenaghan, « Algebraic invariants of the Riemann tensor in a four‐dimensional Lorentzian space », J. Math. Phys., vol. 32, no 11,‎ novembre 1991, p. 3135-3140 (OCLC 5542338836, DOI 10.1063/1.529470, Bibcode 1991JMP....32.3135C, résumé).
- [Debever 1956a] Robert Debever, « Étude géométrique du tenseur de Riemann-Christoffel des espaces de Riemann à quatre dimensions (première communication) », Bulletin de la classe des sciences, 5e série, t. XLII,‎ 1956, p. 313-327 (OCLC 9842415102, DOI 10.3406/barb.1956.68348, lire en ligne).
- [Debever 1956b] Robert Debever, « Étude géométrique du tenseur de Riemann-Christoffel des espaces de Riemann à quatre dimensions (deuxième communication) », Bulletin de la classe des sciences, 5e série, t. XLII,‎ 1956, p. 608-621 (OCLC 9842397205, DOI 10.3406/barb.1956.68394, S2CID 125952495, lire en ligne).
- [Géhéniau et Debever 1956a] Jules Géhéniau et Robert Debever, « Les quatorze invariants de courbure de l'espace riemannien à quatre dimensions », Helvetica Physica Acta, vol. 29, suppl. 4 : Cinquantenaire de la théorie de la relativité,‎ 1956, p. 101-103 (OCLC 753521392, DOI 10.5169/seals-112727, lire en ligne  [PDF])  — suivi d'une discussion avec Leopold Infeld et Marie-Antoinette Tonnelat.
- [Géhéniau et Debever 1956b] Jules Géhéniau et Robert Debever, « Les invariants de courbure de l'espace de Riemann à quatre dimensions », Bulletin de la classe des sciences, 5e série, t. XLII,‎ 1956, p. 114-123 (OCLC 9842419883, DOI 10.3406/barb.1956.68310, S2CID 258284950, lire en ligne  [PDF]).
- [Haskins 1902] (en) Charles Nelson Haskins, « On the invariants of quadratic differential forms », Trans. Am. Math. Soc., vol. 3, no 1,‎ janvier 1902, p. 71-91 (OCLC 5545262044, DOI 10.2307/1986317, JSTOR 1986317, Bibcode 1902TAMS....3...71H, lire en ligne  [PDF]).
- [Kretschmann 1915a] (de) Erich Kretschmann, « Über die prinzipielle Bestimmbarkeit der berechtigten Bezugssysteme beliebiger Relativitätstheorien (I) », Ann. Phys. (Berl.), vol. 353 (sér. IV, t. 48), no 23 (fasc. 7),‎ 1915, p. 907-942, article no 2 (OCLC 5155360942, DOI 10.1002/andp.19153532303, Bibcode 1915AnP...353..907K, zbMATH 45.1131.01, S2CID 222662318, lire en ligne  [PDF]).
- [Kretschmann 1915b] (de) Erich Kretschmann, « Über die prinzipielle Bestimmbarkeit der berechtigten Bezugssysteme beliebiger Relativitätstheorien (II) », Ann. Phys. (Berl.), vol. 353 (sér. IV, t. 48), no 23 (fasc. 7),‎ 1915, p. 943-982, article no 3 (OCLC 5155360945, DOI 10.1002/andp.19153532304, Bibcode 1915AnP...353..943K, zbMATH 45.1131.01, lire en ligne  [PDF]).
- [Narlikar et Karmarkar 1949] (en) V. V. Narlikar et K. R. Karmarkar, « The scalar invariants of a general gravitational metric », Proc. Indian Acad. Sci. A, vol. 29, no 2,‎ février 1949, p. 91-97 (OCLC 5656762375, DOI 10.1007/BF03171357, résumé, lire en ligne  [PDF]).
- [Zakhary et McIntosh 1997] (en) E. Zakhary et C. B. G. McIntosh, « A complete set of Riemann invariants », Gen. Relativ. Gravit., vol. 29, no 5,‎ mai 1997, p. 539-581 (OCLC 437562116, DOI 10.1023/A:1018851201784, Bibcode 1997GReGr..29..539Z, S2CID 117072579, résumé, lire en ligne  [PDF]).

#### Divers
- A. Coley, Hervik, S. et Pelavas, N., « Spacetimes characterized by their scalar curvature invariants », Class. Quantum Grav., vol. 26,‎ 2009, p. 025013 (DOI 10.1088/0264-9381/26/2/025013, Bibcode 2009CQGra..26b5013C, arXiv 0901.0791)
- [Luongo et Quevedo 2012] (en) Orlando Luongo et Hernando Quevedo, « Toward an invariant definition of repulsive gravity », dans Thibault Damour et Robert T. Jantzen (éd.), Proceedings of the twelfth Marcel Grossmann meeting : on recent developments in theoretical and experimental general relativity, astrophysics and relativistic field theories, t. II : Part B : parallel sessions (actes du XIIe congrès Marcel-Grossmann, tenu à Paris du 12 au 18 juill. 2009), Singapour, World Scientific, coll. « Marcel Grossmann meeting » (no 12), fév. 2012, 1re éd., 1 vol., LX-[755]-1579, ill., 18 × 26 cm (ISBN 978-981-437453-8, EAN 9789814374538, OCLC 801091513, DOI 10.1142/8316, SUDOC 160394872, présentation en ligne, lire en ligne), sect. 15, chap. 5, p. 1029-1031, DOI 10.1142/9789814374552_0122, Bibcode : 2010arXiv1005.4532L, arXiv 1005.4532, résumé.
- [Petrov 1969] (en) Alekseĭ Zinov'evich Petrov (trad. du russe par Raymond F. Kelleher et J. Woodrow), Einstein spaces [« Пространства Эйнштейна / Prostranstva Ėĭnshteĭna »] [« Espaces d'Einstein »], Oxford, Pergamon, hors coll.,‎ 1969, 1re éd., 1 vol., XIII-411, ill., 15,2 × 23,5 cm (ISBN 978-0-08-012315-8, EAN 9780080123158, OCLC 421922660, BNF 44625072, DOI 10.1016/C2013-0-02070-1, Bibcode 1969eisp.book.....P, SUDOC 014118653, présentation en ligne, lire en ligne).
- [Pfister et King 2015] (en) Herbert Pfister et Markus King, Inertia and gravitation : the fundamental nature and structure of space-time, Cham, Springer, coll. « Lecture notes in physics » (no 897), mars 2015, 1re éd., XII-180 p., 15,5 × 23,5 cm (ISBN 978-3-319-15035-2, EAN 9783319150352, OCLC 1330244356, DOI 10.1007/978-3-319-15036-9, Bibcode 2015LNP...897.....P, S2CID 118064336, SUDOC 262994941, présentation en ligne, lire en ligne).
- [Tetlow 2012] (en) Philip Tetlow, Understanding information and computation : from Einstein to web science, Farnham, Gower, hors coll., juillet 2012 (réimpr. octobre 2016), 1re éd., XXXV-370 p., 17,8 × 24,8 cm (ISBN 978-1-409-44039-0, 978-1-409-44040-6 et 978-1-1382-7506-5, EAN 9781409440390, OCLC 778071944, DOI 10.4324/9781315549170, S2CID 118747030, présentation en ligne, lire en ligne).
- [Vittorio 2022] (en) Nicola Vittorio, An overview of general relativity and space-time, Boca Raton, CRC, coll. « Series in astronomy and astrophysics », décembre 2022, 1re éd., XV-255 p., 15,6 × 23,4 cm (ISBN 978-0-367-69288-9 et 978-0-367-68304-7, EAN 9780367692889, OCLC 1348935207, DOI 10.1201/9781003141259, Bibcode 2023ogrs.book....1V, S2CID 253070499, SUDOC 270646957, présentation en ligne, lire en ligne).